# Chanda Rubin
Chanda Rubin (Lafayette, 18 febbraio 1976) è un'ex tennista statunitense.

## Biografia

### Origini
Figlia di un giudice, aveva due fratelli, uno dei quali è morto a soli 38 anni nel 2018.

### Carriera
Vinse nel 1992 il torneo di Wimbledon 1992 - Singolare ragazze, sconfiggendo in finale Laurence Courtois con il punteggio di 6–2, 7–5.
Nel 1996 arrivò alle semifinali dell'Australian Open 1996 - Singolare femminile perdendo contro Monica Seles che poi vincerà il titolo. Nella stessa competizione vinse il doppio femminile esibendosi in coppia con Arantxa Sánchez sconfiggendo in finale Lindsay Davenport e Mary Joe Fernández con il punteggio di 7–5, 2–6, 6–4. Arrivò ad essere numero 6 del mondo in singolo l'8 aprile 1996 e numero nove in doppio il 15 aprile 1996

Nell'Open di Francia 1995 - Singolare femminile e all'Open di Francia 2000 - Singolare femminile giunse entrambe le volte ai quarti di finale, la prima volta perse contro Arantxa Sánchez Vicario, la seconda contro Martina Hingis. Nel 1999 arrivò in finale all'US Open 1999 Doppio femminile dove con Sandrine Testud perse contro Serena Williams e Venus Williams.
Fra i tanti titoli vinti in questi anni il Bell Challenge nel 2000 dove sconfisse Jennifer Capriati 6–4, 6–2 e il East West Bank Classic nel 2002 dove vinse Lindsay Davenport con 5-7, 7–6(5), 6-3. Nel 2003 arrivò nuovamente ai quarti di finale all'Open di Francia 2003 - Singolare femminile perdendo contro Justine Henin che vincerà poi la competizione.
Nel 2004 partecipò alle Olimpiadi di Atene, dove venne eliminata al terzo turno.
Complessivamente ha vinto 17 titoli WTA: 7 in singolare e 10 in doppio.

## Vita privata
Dopo il ritiro ha conseguito la laurea in Economia a Harvard, ottenendo la lode. Nel 2015 si è sposata: dal matrimonio è nata una figlia.

## Curiosità
- Chanda Rubin è sempre stata piuttosto magra; in un periodo della sua carriera la tennista era arrivata a pesare appena 48 kg.

## Statistiche

### Risultati in progressione
| Sigla | Risultato               |
| ----- | ----------------------- |
| V     | Vincitore               |
| F     | Finalista               |
| SF    | Semifinalista           |
| O     | Oro olimpico            |
| A     | Argento olimpico        |
| SF    | Bronzo olimpico         |
| QF    | Quarti di Finale        |
| 4T    | Quarto turno            |
| 3T    | Terzo turno             |
| 2T    | Secondo turno           |
| 1T    | Primo turno             |
| RR    | Round Robin             |
| LQ    | Turno di qualificazione |
| A     | Assente                 |
| ND    | Non disputato           |

| Legenda superfici    |
| -------------------- |
| Cemento              |
| Terra battuta        |
| Erba                 |
| Superficie variabile |

#### Singolare nei tornei del Grande Slam
| Torneo          | 1990 | 1991 | 1992 | 1993 | 1994 | 1995 | 1996 | 1997 | 1998 | 1999 | 2000 | 2001 | 2002 | 2003 | 2004 | 2005 | 2006 |
| --------------- | ---- | ---- | ---- | ---- | ---- | ---- | ---- | ---- | ---- | ---- | ---- | ---- | ---- | ---- | ---- | ---- | ---- |
| Australian Open | A    | A    | 1T   | 1T   | 4T   | 2T   | SF   | 4T   | 1T   | 4T   | 2T   | 1T   | A    | 4T   | 4T   | A    | A    |
| Open di Francia | A    | A    | 1T   | A    | 1T   | QF   | A    | 2T   | 4T   | 2T   | QF   | A    | 4T   | QF   | A    | A    | A    |
| Wimbledon       | A    | A    | 1T   | 2T   | 1T   | 3T   | A    | 1T   | 3T   | 1T   | 1T   | 1T   | 4T   | 3T   | 1T   | A    | A    |
| US Open         | 1T   | 2T   | 4T   | 3T   | 1T   | 4T   | A    | 1T   | 2T   | 1T   | 3T   | 3T   | 4T   | 1T   | 3T   | A    | 1T   |

#### Doppio nei tornei del Grande Slam
| Torneo          | 1990 | 1991 | 1992 | 1993 | 1994 | 1995 | 1996 | 1997 | 1998 | 1999 | 2000 | 2001 | 2002 | 2003 | 2004 | 2005 | 2006 |
| --------------- | ---- | ---- | ---- | ---- | ---- | ---- | ---- | ---- | ---- | ---- | ---- | ---- | ---- | ---- | ---- | ---- | ---- |
| Australian Open | A    | A    | A    | 3T   | 2T   | 3T   | V    | 3T   | 1T   | 1T   | 2T   | A    | A    | 3T   | A    | A    | A    |
| Open di Francia | A    | A    | A    | A    | 1T   | 2T   | A    | 2T   | 1T   | 1T   | 3T   | A    | 1T   | SF   | A    | A    | A    |
| Wimbledon       | A    | A    | A    | 2T   | QF   | 2T   | A    | 3T   | 3T   | 1T   | 3T   | A    | SF   | 2T   | A    | A    | A    |
| US Open         | A    | A    | 1T   | 1T   | 1T   | QF   | A    | 1T   | 3T   | F    | QF   | QF   | 3T   | 3T   | A    | A    | A    |

#### Doppio misto nei tornei del Grande Slam
| Torneo          | 1990 | 1991 | 1992 | 1993 | 1994 | 1995 | 1996 | 1997 | 1998 | 1999 | 2000 | 2001 | 2002 | 2003 | 2004 | 2005 | 2006 |
| --------------- | ---- | ---- | ---- | ---- | ---- | ---- | ---- | ---- | ---- | ---- | ---- | ---- | ---- | ---- | ---- | ---- | ---- |
| Australian Open | A    | A    | A    | A    | A    | A    | A    | A    | A    | A    | A    | A    | A    | A    | A    | A    | A    |
| Open di Francia | A    | A    | A    | A    | A    | A    | A    | A    | A    | A    | A    | A    | A    | A    | A    | A    | A    |
| Wimbledon       | A    | A    | A    | A    | 2T   | A    | A    | 2T   | A    | A    | A    | 1T   | A    | A    | A    | A    | A    |
| US Open         | A    | A    | A    | 2T   | A    | SF   | A    | 1T   | A    | A    | A    | A    | A    | 1T   | 2T   | A    | A    |

## Riconoscimenti
Nella sua carriera ha ricevuto numerosi riconoscimenti, 4 dei quali nell'anno 1995:
- 1995: Atleta dell'anno
- 1995: Dal magazine Tennis: Most Improved Player of the Year
- 1995: US Tennis Association Female Athlete of the Year
- 1995: WTA Most Improved Player of the Year[2]